# Diez fusiles esperan
Diez fusiles esperan és una pel·lícula dramàtica hispano-italiana del 1959 dirigida per José Luis Sáenz de Heredia ambientada en les guerres carlistes del segle xix. Va participar al 9è Festival Internacional de Cinema de Berlín.

## Sinopsi
Durant la Primera Guerra Carlista (1833-1840), el tinent José Iribarren de l'Exèrcit carlí és sorprès als voltants de la caserna general dels isabelins i fet presoner. És jutjat en consell de guerra acusat d'espionatge i condemnat a mort. El tinent, tot i acceptar la condemna, es declara innocent perquè diu que anava al seu poble al seu primer fill nou nat. El coronel president del Tribunal li diu que el deixarà anar a conèixer el seu fill si li dona la seva paraula d'honor de tornar abans de l'alba per ser afusellat.

## Repartiment
- Francisco Rabal - José Iribarren
- Ettore Manni - Miguel
- Rosa Arenas - Teresa
- Berta Riaza - Maritxu
- Memmo Carotenuto - Don Leopoldo Bejarano
- Milly Vitale - Lucía
- Félix de Pomés - Coronel García Zapata
- Santiago Rivero
- Xan das Bolas - Cañete
- María Jesús Lara
- Juan Calvo - Capellán
- Jesús Puente - Alguacil en Consejo de Guerra
- José María Lado
- Juan Cazalilla
- Carola Fernán Gómez
- Pilar Clemens
- Carlos Martínez Campos
- Beni Deus

## Premis
Carlos Blanco Hernández va guanyar el premi al millor guió als Premis del Sindicat Nacional de l'Espectacle de 1959.